# Ходзё Нагатоки
Ходзё Нагатоки (яп. 北条長時 хо:дзё: нагатоки, 27 февраля 1230 — 21 августа 1264) — японский военный и государственный деятель периода Камакура, 4-й рокухара-тандай (1247—1256), 6-й сиккэн и фактический правитель Японии (1256—1264).

## Жизнеописание
Представитель рода Ходзё. Старший сын Ходзё Сигэтоки (1198—1261), 3-го рокухара-тандай (1230—1247) и 2-го рэнсё (1247—1256), третьего сына Ходзё Ёситоки, 2-го сиккэна Японии.
С 1247 по 1256 год Ходзё Нагатоки занимал должность рокухара-тандай, отвечая за безопасность сёгуна, тайную полицию, судейские дела и отношения с императорским двором. Эту должность ему передал его отец, Ходзё Сигэтоки. В 1247 году он женился на своей родственнице из рода Ходзё, дочери Ходзё Токимори (1197—1277), 2-го рокухара-тандай (1224—1242).
В 1252 году Ходзё Нагатоки вместе со своим отцом и сиккэном Ходзё Токиёри способствовал утверждению новым сёгуном принца Мунэтака. С 1252 по 1256 год находился в Киото.
В 1256 году Ходзё Нагатоки вернулся в Камакура, столицу сёгуната. В том же году, 20 июля, он был назначен военным губернатором провинции Мусаси. 22 ноября того же 1256 года после отречения от власти сиккэна Ходзё Токиёри Ходзё Нагатоки был провозглашен 6-м сиккэном и фактическим правителем Японии.
3 июля 1264 года Ходзё Нагатоки из-за болезни отказался от должности сиккэна в пользу своего дяди, Ходзё Масамуры (1205—1273), а сам принял монашество. 21 августа того же года Ходзё Нагатоки скончался.
Его сын, Ходзё Ёсимунэ (1253—1277), занимал должность рокухара-тандай в 1271—1277 годах.